# Gaston Bonnier
Gaston Bonnier (Paris, 9 de abril de 1853 – Paris, 30 de dezembro de 1922) foi um botânico francês.

## Biografia
Fez seus estudos na "Escola Normal Superior de Paris" de  1873 a 1876. Tornou-se assistente em  Sorbonne e ensinou botânica de  1887 até a sua morte. Participou da fundação da revista  "Revue générale de botanique" em 1889, dirigindo-a até 1922. Fundou em  1889 um laboratório de biologia vegetal em  Fontainebleau.
Como pesquisador, abriu numerosos caminhos de investigação em domínios variados, como na sistemática, na biogeografia, na ecologia e na fisiologia dos vegetais. São conhecidos seus trabalhos referentes à apicultura.

## Publicações
- Les Nectaires, étude critique, anatomique et physiologique (Masson, Paris, 1879).
- Éléments d'histoire naturelle. Animaux (P. Dupont, Paris, 1881).
- Éléments d'histoire naturelle. Pierres et terrains (P. Dupont, Paris, 1881).
- Leçons de choses. Combustibles, métaux, matériaux de construction, eau, air, saisons (P. Dupont, Paris, 1881).
- Premiers Éléments des sciences usuelles (P. Dupont, Paris, 1881).
- Éléments usuels des sciences physiques et naturelles. Cours élémentaire. Leçons de choses (P. Dupont, Paris, 1883).
- Botanique. Première année. Étude élémentaire de vingt-cinq plantes vulgaires (P. Dupont, Paris, 1884).
- Leçons de choses. Combustibles, métaux, matériaux de construction, eau, air, saisons (P. Dupont, Paris, 1884).
- Recherches sur la respiration et la transpiration des végétaux (Masson, Paris, 1884).
- Nouvelles Leçons de choses, conformes aux nouveaux programmes de 1885, pour la classe préparatoire (P. Dupont, Paris, 1886).
- Com Georges de Layens (1834-1897) Nouvelle flore du Nord de la France et de la Belgique pour la détermination facile des plantes sans mots techniques. Tome I. Tableaux synoptiques des plantes vasculaires de la flore de la France (P. Dupont, Paris, 1894).
  - O Tome II. Nouvelle Flore des mousses et des hépatiques  firmado por  Charles Isidore Douin (1858-1944), (P. Dupont, Paris, 1895).
  - O  Tome III. Nouvelle Flore des champignons firmado por  Julien Noël Costantin (1857-1936) e Léon Marie Dufour (1862-1942), (P. Dupont, Paris, 1895).
  - O Tome IV. Nouvelle Flore des lichens, pour la détermination facile des espèces firmado por  Alphonse Boistel (1836-1908) (P. Dupont, Paris, 1897).
- Petite flore contenant les plantes les plus communes ainsi que les plantes utiles et nuisibles (P. Dupont, Paris, 1896).
- Com G. de Layens Cours complet d'apiculture (P. Dupont, Paris, 1897).
- Com Albert Mathieu Leclerc du Sablon (1859-1944) Cours de botanique (P. Dupont, Paris, dois volumes, 1903-1904).
- Paléontologie animale (Librairie générale de l'enseignement, Paris, 1904).
- Album de la Nouvelle Flore représentant toutes les espèces de plantes photographiées directement d'après nature au cinquième de leur grandeur naturelle. 2028 photographies figurant toutes les espèces des environs de Paris dans un rayon de 100 kilomètres, et les espèces communes dans l'intérieur de la France (Librairie générale de l'enseignement, Paris, 1906).
- Le Monde végétal (Flammarion, Paris, 1907).
- Les Plantes des champs et des bois (J.-B. Bailière et fils, Paris, 1921).
- Histoire naturelle de la France. 26×10{{{1}}} partie. Technologie. Zoologie appliquée (Les fils d'Emile Deyrolle, Paris, éditeur, 1922).